# لولا واینبلوم
لولا واینبلوم (انگلیسی: Lola Wajnblum؛ زادهٔ ۲۲ ژانویهٔ ۱۹۹۶) بازیکن فوتبال اهل بلژیک است.
وی همچنین در تیم ملی فوتبال زنان بلژیک بازی کرده‌است.